# ۲۲ زن کوتایام
۲۲ زن کوتایام (به انگلیسی: 22 Female Kottayam) فیلمی است محصول سال ۲۰۱۲ و به کارگردانی عاشق ابو است. در این فیلم بازیگرانی همچون ریما کالینگال و فهد فاضل ایفای نقش کرده‌اند.